# Tetracis edmondsii
Tetracis edmondsii är en fjärilsart som beskrevs av Butler 1882. Tetracis edmondsii ingår i släktet Tetracis och familjen mätare. Inga underarter finns listade i Catalogue of Life.